# Begaljica
Begaljica (cyr. Бегаљица) – wieś w Serbii, w mieście Belgrad, w gminie miejskiej Grocka. W 2011 roku liczyła 3029 mieszkańców.